# 图赖讷地区希赛
图赖讷地区希赛（法語：Chissay-en-Touraine，法語發音：[ʃisɛ ɑ̃ tuʁɛn]）是法国卢瓦-谢尔省的一个市镇，位于该省西南部，属于布卢瓦区。

## 地理
图赖讷地区希赛（47°20'14"N, 1°7'59"E）面积18.17 平方千米，位于法国中央-卢瓦尔河谷大区卢瓦-谢尔省，该省份为法国中北部省份，北起厄尔-卢瓦省，东北接卢瓦雷省，东南接谢尔省，南至安德尔省，西南接安德尔-卢瓦尔省，西北接萨尔特省。
与图赖讷地区希赛接壤的市镇（或旧市镇、城区）包括：希索、图赖讷地区苏维尼、谢尔河畔法沃罗勒、蒙特里沙尔-瓦勒德谢尔、谢尔河畔圣乔治、大瓦利耶尔。

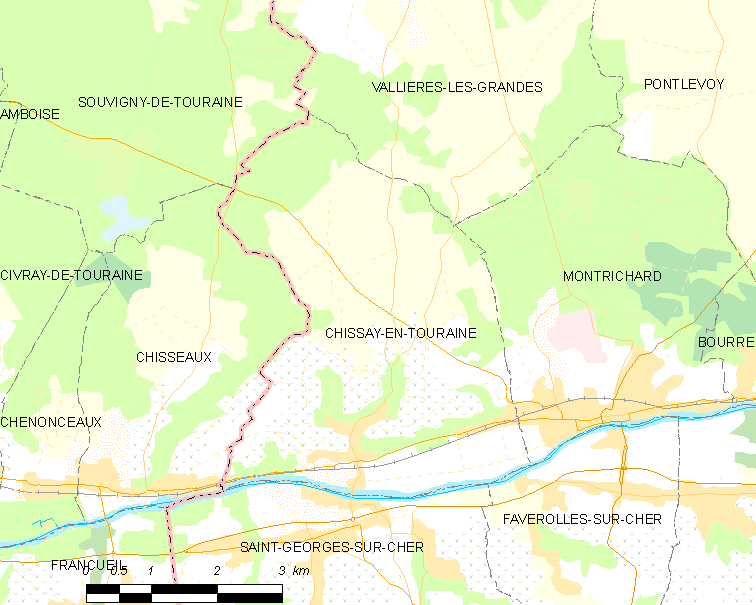
图赖讷地区希赛的OSM定位图

图赖讷地区希赛的时区为UTC+01:00、UTC+02:00（夏令时）。

## 行政
图赖讷地区希赛的邮政编码为41400，INSEE市镇编码为41051。

## 政治
图赖讷地区希赛所属的省级选区为蒙特里沙尔-瓦勒德谢尔县。

## 人口

1962-2008年间图赖讷地区希赛人口变化图示

图赖讷地区希赛于2022年1月1日时的人口数量为1076人。